# Деребчинський парк
Деребчинський парк — парк-пам'ятка садово-паркового мистецтва місцевого значення, створений рішенням Вінницького облвиконкому № 371 від 29.08 1984 р. 
Парк ландшафтного типу було закладено у першій половині XIX століття на базі природної грабової діброви села Деребчин. Палац до наших днів не зберігся. Площа насаджень становить 14,7 гектара, на ній понад 40 видів деревних та чагарникових порід. Особливо цінні ділянки дубового гаю віком 250-300 років, а також модрина європейська,  різновидності липи, дуб пірамідальний і червоний, смерека сибірська, сосна чорна, гікорі білий.
На території парку розташована місцева школа. Численні нові посадки дуба звичайного і пірамідального, ялини, липи та інших порід є запорукою довгорічного існування цієї визначної пам'ятки природи.